# Cyclocosmia ricketti
Cyclocosmia ricketti là một loài nhện trong họ Ctenizidae.
Loài này thuộc chi Cyclocosmia. Cyclocosmia ricketti được miêu tả năm 1901 bởi Mary Agard Pocock.